# Freya Tingley
Freya Tingley (Perth, 26 marzo 1994) è un'attrice australiana.

## Filmografia

### Cinema
- Bootleg, regia di Johnny Ma - cortometraggio (2009)
- Light as a Feather, regia di Damien Spiccia - cortometraggio (2010)
- X, regia di Jon Hewitt (2011)
- Beneath the Waves, regia di Renee Petropoulos – cortometraggio (2011)
- Sticks and Stones, regia di Kate Rees Davies – cortometraggio (2012)
- Vendetta e redenzione (Swelter), regia di Keith Parmer (2014)
- Jersey Boys, regia di Clint Eastwood (2014)
- No Way to Live, regia di Nick Chakwin e David Guglielmo (2016)
- The Disembodied, regia di Dianna Ippolito - cortometraggio (2017)
- Doppia colpa (Spinning Man), regia di Simon Kaijser (2018)
- The Sonata, regia di Andrew Desmond (2018)

### Televisione
- Cloudstreet – serie TV, episodi 1x1-1x2 (2011)
- Hemlock Grove – serie TV, 13 episodi (2013)
- C'era una volta (Once Upon a Time) – serie TV, 5 episodi (2013)
- The Choking Game, regia di Lane Shefter Bishop – film TV (2014)
- R. L. Stine's The Haunting Hour – serie TV, episodi 4x5 (2014)
- The Wilding, regia di Ciarán Foy – film TV (2016)
- Una figlia di troppo (The Wrong Nanny), regia di Craig Goldsmith – film TV (2017)

## Doppiatrici italiane
Nelle versioni in italiano delle opere in cui ha recitato, Freya Tingley è stata doppiata da:
- Deborah Morese in Hemlock Grove
- Veronica Benassi in C'era una volta